# Tryntsje Slagman-Bootsma
Tryntsje Slagman-Bootsma (7 maart 1949) is een Nederlandse politica voor de Partij van de Arbeid (PvdA). Namens deze politieke partij was zij onder meer burgemeester in drie gemeenten, laatste (als waarnemer) in de Drentse gemeente Westerveld.
Voor zij burgemeester werd, was zij gemeenteraadslid en wethouder van Slochteren. Op 16 september 1992 werd zij burgemeester van de gemeente Oosterhesselen. Toen deze gemeente per 1 januari 1998 werd opgeheven, werd ze op op die datum burgemeester van Borger-Odoorn. In 2004 werd zij in deze functie herbenoemd. Vanaf 1 oktober 2007 was Slagman waarnemend burgemeester van Westerveld. Eind 2010 werd ze opgevolgd door Rikus Jager.